# 卡拉汉 (佛罗里达州)
卡拉汉（英語：Callahan），是美国佛罗里达州拿騷縣下属的一座城镇。建立于1911年。面积约为3.4平方公里（约合1.3平方英里）。根据2010年美国人口普查，该市有人口1,123人。论人口在本州排行第323。